# Puchar Europy w biathlonie 2007/2008
Puchar Europy w biathlonie 2007/2008 był dwudziestą, a zarazem ostatnią edycją tego cyklu zawodów. Puchar Eurropy rozpoczął się od zawodów w norweskim Geilo 24 listopada 2007 r., zaś zakończył 13 marca 2008 we francuskiej miejscowości Valromey. Zwycięzcami klasyfikacji generalnej okazali się francuz Vincent Porret oraz Niemka Juliane Döll.
Od kolejnego sezonu Puchar Europy zmienił nazwę na Puchar IBU.

## Mężczyźni

### Wyniki
| 1. Puchar Europy w Geilo, 24.11.2007 – 25.11.2007 | 1. Puchar Europy w Geilo, 24.11.2007 – 25.11.2007 | 1. Puchar Europy w Geilo, 24.11.2007 – 25.11.2007 | 1. Puchar Europy w Geilo, 24.11.2007 – 25.11.2007 | 1. Puchar Europy w Geilo, 24.11.2007 – 25.11.2007 |
| Data                                              | Konkurencja                                       | miejsce                                           | miejsce                                           | miejsce                                           |
| ------------------------------------------------- | ------------------------------------------------- | ------------------------------------------------- | ------------------------------------------------- | ------------------------------------------------- |
| 24 listopada 2007                                 | Sprint (10 km)                                    | Håkan Andersson                                   | Aleksiej Korobiejnikow                            | Simon Hallenbarter                                |
| 25 listopada 2007                                 | Sprint (10 km)                                    | Daniel Graf                                       | Hans Martin Gjedrem                               | Wassil Schetalin                                  |

| 2. Puchar Europy w Torsby, 30.11.2007 – 1.12.2007 | 2. Puchar Europy w Torsby, 30.11.2007 – 1.12.2007 | 2. Puchar Europy w Torsby, 30.11.2007 – 1.12.2007 | 2. Puchar Europy w Torsby, 30.11.2007 – 1.12.2007 | 2. Puchar Europy w Torsby, 30.11.2007 – 1.12.2007 |
| Data                                              | Konkurencja                                       | miejsce                                           | miejsce                                           | miejsce                                           |
| ------------------------------------------------- | ------------------------------------------------- | ------------------------------------------------- | ------------------------------------------------- | ------------------------------------------------- |
| 30 listopada 2007                                 | Sprint (10 km)                                    | Andriej Prokunin                                  | Jon Kristian Svaland                              | Alexis Bœuf                                       |
| 1 grudnia 2007                                    | Bieg pościgowy (12,5 km)                          | Andriej Prokunin                                  | Daniel Böhm                                       | Maksim Maksimow                                   |

| 3. Puchar Europy w Obertilliach, 6.12.2007 – 7.12.2007 | 3. Puchar Europy w Obertilliach, 6.12.2007 – 7.12.2007 | 3. Puchar Europy w Obertilliach, 6.12.2007 – 7.12.2007 | 3. Puchar Europy w Obertilliach, 6.12.2007 – 7.12.2007 | 3. Puchar Europy w Obertilliach, 6.12.2007 – 7.12.2007 |
| Data                                                   | Konkurencja                                            | miejsce                                                | miejsce                                                | miejsce                                                |
| ------------------------------------------------------ | ------------------------------------------------------ | ------------------------------------------------------ | ------------------------------------------------------ | ------------------------------------------------------ |
| 6 grudnia 2007                                         | Bieg indywidualny (20 km)                              | Frédéric Jean                                          | Jewgienij Ustiugow                                     | Filipp Szulman                                         |
| 7 grudnia 2007                                         | Sprint (10 km)                                         | Andriej Prokunin                                       | Maksim Maksimow                                        | Frode Andresen                                         |

| 4. Puchar Europy w Bansko, 13.12.2007 – 14.12.2007 | 4. Puchar Europy w Bansko, 13.12.2007 – 14.12.2007 | 4. Puchar Europy w Bansko, 13.12.2007 – 14.12.2007 | 4. Puchar Europy w Bansko, 13.12.2007 – 14.12.2007 | 4. Puchar Europy w Bansko, 13.12.2007 – 14.12.2007 |
| Data                                               | Konkurencja                                        | miejsce                                            | miejsce                                            | miejsce                                            |
| -------------------------------------------------- | -------------------------------------------------- | -------------------------------------------------- | -------------------------------------------------- | -------------------------------------------------- |
| 13 grudnia 2007                                    | Sprint (10 km)                                     | Roland Zwahlen                                     | Vasja Rupnik                                       | Aleš Lejsek                                        |
| 14 grudnia 2007                                    | Bieg pościgowy (12,5 km)                           | Aleš Lejsek                                        | Alexis Bœuf                                        | Matej Kazár                                        |

| 5. Puchar Europy w Langdorf, 12.01.2008 – 13.01.2008 | 5. Puchar Europy w Langdorf, 12.01.2008 – 13.01.2008 | 5. Puchar Europy w Langdorf, 12.01.2008 – 13.01.2008 | 5. Puchar Europy w Langdorf, 12.01.2008 – 13.01.2008 | 5. Puchar Europy w Langdorf, 12.01.2008 – 13.01.2008 |
| Data                                                 | Konkurencja                                          | miejsce                                              | miejsce                                              | miejsce                                              |
| ---------------------------------------------------- | ---------------------------------------------------- | ---------------------------------------------------- | ---------------------------------------------------- | ---------------------------------------------------- |
| 12 stycznia 2008                                     | Bieg indywidualny (20 km)                            | Hans Martin Gjedrem                                  | Alexis Bœuf                                          | Frédéric Jean                                        |
| 13 stycznia 2008                                     | Sprint (10 km)                                       | Ronny Hafsås                                         | Hans Martin Gjedrem                                  | Michaił Koczkin                                      |

| 6. Puchar Europy w Osrblie, 18.01.2008 – 20.01.2008 | 6. Puchar Europy w Osrblie, 18.01.2008 – 20.01.2008 | 6. Puchar Europy w Osrblie, 18.01.2008 – 20.01.2008                                | 6. Puchar Europy w Osrblie, 18.01.2008 – 20.01.2008                                 | 6. Puchar Europy w Osrblie, 18.01.2008 – 20.01.2008       |
| Data                                                | Konkurencja                                         | miejsce                                                                            | miejsce                                                                             | miejsce                                                   |
| --------------------------------------------------- | --------------------------------------------------- | ---------------------------------------------------------------------------------- | ----------------------------------------------------------------------------------- | --------------------------------------------------------- |
| 18 stycznia 2008                                    | Sprint (10 km)                                      | Siergiej Rożkow                                                                    | Hans Martin Gjedrem                                                                 | Pavol Hurajt                                              |
| 19 stycznia 2008                                    | Bieg pościgowy (12,5 km)                            | Hans Martin Gjedrem                                                                | Pavol Hurajt                                                                        | Christoph Knie                                            |
| 20 stycznia 2008                                    | Sztafeta (4 × 7,5 km)                               | Norwegia Magne Thorleiv Rønning · Ronny Hafsås · Stian Nåvik · Hans Martin Gjedrem | Norwegia/ Niemcy Jon Krisstian Svaland · Tobias Reiter · Steve Renner · Daniel Böhm | Pavol Hurajt Marek Matiaško Matej Kazár Miroslav Matiaško |

| 7. Puchar Europy w Cesana Torinese, 8.03.2008 – 9.03.2008 | 7. Puchar Europy w Cesana Torinese, 8.03.2008 – 9.03.2008 | 7. Puchar Europy w Cesana Torinese, 8.03.2008 – 9.03.2008 | 7. Puchar Europy w Cesana Torinese, 8.03.2008 – 9.03.2008 | 7. Puchar Europy w Cesana Torinese, 8.03.2008 – 9.03.2008 |
| Data                                                      | Konkurencja                                               | miejsce                                                   | miejsce                                                   | miejsce                                                   |
| --------------------------------------------------------- | --------------------------------------------------------- | --------------------------------------------------------- | --------------------------------------------------------- | --------------------------------------------------------- |
| 8 marca 2008                                              | Sprint (10 km)                                            | Daniel Böhm                                               | Siergiej Baszkirow                                        | Tanguy Roche                                              |
| 9 marca 2008                                              | Bieg pościgowy (12,5 km)                                  | Siergiej Baszkirow                                        | Daniel Böhm                                               | Frédéric Jean                                             |

| 8. Puchar Europy w Valromey, 12.03.2008 – 13.03.2008 | 8. Puchar Europy w Valromey, 12.03.2008 – 13.03.2008 | 8. Puchar Europy w Valromey, 12.03.2008 – 13.03.2008 | 8. Puchar Europy w Valromey, 12.03.2008 – 13.03.2008 | 8. Puchar Europy w Valromey, 12.03.2008 – 13.03.2008 |
| Data                                                 | Konkurencja                                          | miejsce                                              | miejsce                                              | miejsce                                              |
| ---------------------------------------------------- | ---------------------------------------------------- | ---------------------------------------------------- | ---------------------------------------------------- | ---------------------------------------------------- |
| 12 marca 2008                                        | Sprint (10 km)                                       | Marc-André Bédard                                    | Siergiej Rożkow                                      | Vincent Porret                                       |
| 13 marca 2008                                        | Bieg pościgowy (12,5 km)                             | Siergiej Rożkow                                      | Vincent Porret                                       | Daniel Böhm                                          |

### Klasyfikacje
| Miejsce | Imię              | Punkty |
| ------- | ----------------- | ------ |
| 1       | Vincent Porret    | 954    |
| 2       | Toni Lang         | 946    |
| 3.      | Arnaud Langel     | 915    |
| 4.      | Jörn Wollschläger | 903    |
| 5       | Robert Wick       | 896    |
| 6       | Roland Zwahlen    | 875    |
| 7       | Daniel Böhm       | 851    |
| 8       | Julien Ughetto    | 786    |
| 9       | Tanguy Roche      | 781    |
| 10      | Ronny Hafsås      | 764    |

| Miejsce | Imię               | Punkty |
| ------- | ------------------ | ------ |
| 11      | Alexis Bœuf        | 761    |
| 12      | Stian Navik        | 663    |
| 13      | Frédéric Jean      | 634    |
| 14      | Nicola Pozzi       | 633    |
| 15      | Matej Kazár        | 622    |
| 16      | Christoph Knie     | 620    |
| 17      | Baptiste Desthieux | 620    |
| 18      | Tobias Reiter      | 604    |
| 19      | Stefan Zingerle    | 599    |
| 20      | Mika Kaljunen      | 599    |

| Miejsce | Imię               | Punkty |
| ------- | ------------------ | ------ |
| 1       | Frédéric Jean      | 189    |
| 2       | Arnauld Langel     | 173    |
| 3.      | Vincent Porret     | 169    |
| 4.      | Alexis Bœuf        | 165    |
| 5       | Julien Ughetto     | 164    |
| 6       | Lars Berger        | 160    |
| 7       | Ronny Hafsås       | 148    |
| 8       | Nicola Pozzi       | 148    |
| 9       | Jānis Pleikšnis    | 148    |
| 10      | Baptiste Desthieux | 147    |

| Miejsce | Imię              | Punkty |
| ------- | ----------------- | ------ |
| 1       | Toni Lang         | 626    |
| 2       | Robert Wick       | 576    |
| 3.      | Roland Zwahlen    | 570    |
| 4.      | Vincent Porret    | 566    |
| 5       | Jörn Wollschläger | 541    |
| 6       | Arnaud Langel     | 526    |
| 7       | Julien Ughetto    | 524    |
| 8       | Ronny Hafsås      | 517    |
| 9       | Daniel Böhm       | 514    |
| 10      | Alexis Bœuf       | 479    |

| Miejsce | Imię              | Punkty |
| ------- | ----------------- | ------ |
| 1       | Daniel Böhm       | 241    |
| 2       | Vincent Porret    | 219    |
| 3.      | Matej Kazár       | 196    |
| 4.      | Arnaud Langel     | 187    |
| 5       | Jörn Wollschläger | 183    |
| 6       | Robert Wick       | 181    |
| 7       | Tanguy Roche      | 173    |
| 8       | Roland Zwahlen    | 168    |
| 9       | Siergiej Rożkow   | 156    |
| 10      | Stian Navik       | 146    |

### Wyniki Polaków
| Zawodnik | Geilo 24.11 | Geilo 25.11 | Torsby 30.11 | Torsby 1.12 | Obertilliach 6.12 | Obertilliach 7.12 | Bansko 13.12 | Bansko 14.12 | Langdorf 12.01 | Langdorf 13.01 | Osrblie 18.01 | Osrblie 19.01 | Cesana Torinese 8.03 | Cesana Torinese 9.03 | Valromey 12.03 | Valromey 13.03 |
| G. Bril  | –           | –           | –            | –           | 82                | 84                | –            | –            | 58             | 68             | 67            | –             | –                    | –                    | –              | –              |
| M. Bujak | –           | –           | –            | –           | –                 | –                 | –            | –            | –              | –              | 60            | 55            | –                    | –                    | –              | –              |
| A. Kwak  | –           | –           | –            | –           | 63                | 60                | –            | –            | 37             | 58             | 49            | 50            | –                    | –                    | –              | –              |
| T. Puda  | –           | –           | –            | –           | 79                | 75                | –            | –            | 43             | 60             | 56            | 51            | –                    | –                    | –              | –              |
| Ł. Witek | 67          | 51          | 49           | 57          | 74                | 55                | –            | –            | –              | –              | 73            | –             | –                    | –                    | –              | –              |
| S. Witek | –           | –           | –            | –           | 64                | 45                | –            | –            | 45             | 55             | 20            | 46            | –                    | –                    | –              | –              |

## Kobiety

### Wyniki
| 1. Puchar Europy w Geilo, 24.11.2007 – 25.11.2007 | 1. Puchar Europy w Geilo, 24.11.2007 – 25.11.2007 | 1. Puchar Europy w Geilo, 24.11.2007 – 25.11.2007 | 1. Puchar Europy w Geilo, 24.11.2007 – 25.11.2007 | 1. Puchar Europy w Geilo, 24.11.2007 – 25.11.2007 |
| Data                                              | Konkurencja                                       | miejsce                                           | miejsce                                           | miejsce                                           |
| ------------------------------------------------- | ------------------------------------------------- | ------------------------------------------------- | ------------------------------------------------- | ------------------------------------------------- |
| 24 listopada 2007                                 | Sprint (7,5 km)                                   | Kari Henneseid Eie                                | Juliane Döll                                      | Jelena Chrustalowa                                |
| 25 listopada 2007                                 | Sprint (7,5 km)                                   | Anne Preußler                                     | Jelena Chrustalowa                                | Tina Bachmann                                     |

| 2. Puchar Europy w Torsby, 30.11.2007 – 1.12.2007 | 2. Puchar Europy w Torsby, 30.11.2007 – 1.12.2007 | 2. Puchar Europy w Torsby, 30.11.2007 – 1.12.2007 | 2. Puchar Europy w Torsby, 30.11.2007 – 1.12.2007 | 2. Puchar Europy w Torsby, 30.11.2007 – 1.12.2007 |
| Data                                              | Konkurencja                                       | miejsce                                           | miejsce                                           | miejsce                                           |
| ------------------------------------------------- | ------------------------------------------------- | ------------------------------------------------- | ------------------------------------------------- | ------------------------------------------------- |
| 30 listopada 2007                                 | Sprint (7,5 km)                                   | Gunn Margit Andreassen                            | Anne Preußler                                     | Juliane Döll                                      |
| 1 grudnia 2007                                    | Bieg pościgowy (10 km)                            | Juliane Döll                                      | Ute Niziak                                        | Anne Preußler                                     |

| 3. Puchar Europy w Obertilliach, 6.12.2007 – 7.12.2007 | 3. Puchar Europy w Obertilliach, 6.12.2007 – 7.12.2007 | 3. Puchar Europy w Obertilliach, 6.12.2007 – 7.12.2007 | 3. Puchar Europy w Obertilliach, 6.12.2007 – 7.12.2007 | 3. Puchar Europy w Obertilliach, 6.12.2007 – 7.12.2007 |
| Data                                                   | Konkurencja                                            | miejsce                                                | miejsce                                                | miejsce                                                |
| ------------------------------------------------------ | ------------------------------------------------------ | ------------------------------------------------------ | ------------------------------------------------------ | ------------------------------------------------------ |
| 6 grudnia 2007                                         | Bieg indywidualny (15 km)                              | Anne Preußler                                          | Romy Beer                                              | Ute Niziak                                             |
| 7 grudnia 2007                                         | Sprint (7,5 km)                                        | Juliane Döll                                           | Ute Niziak                                             | Anne Preußler                                          |

| 4. Puchar Europy w Bansko, 13.12.2007 – 14.12.2007 | 4. Puchar Europy w Bansko, 13.12.2007 – 14.12.2007 | 4. Puchar Europy w Bansko, 13.12.2007 – 14.12.2007 | 4. Puchar Europy w Bansko, 13.12.2007 – 14.12.2007 | 4. Puchar Europy w Bansko, 13.12.2007 – 14.12.2007 |
| Data                                               | Konkurencja                                        | miejsce                                            | miejsce                                            | miejsce                                            |
| -------------------------------------------------- | -------------------------------------------------- | -------------------------------------------------- | -------------------------------------------------- | -------------------------------------------------- |
| 13 grudnia 2007                                    | Sprint (7,5 km)                                    | Pawlina Filipowa                                   | Eliška Švikruhová                                  | Miroslava Špácová                                  |
| 14 grudnia 2007                                    | Bieg pościgowy (10 km)                             | Pawlina Filipowa                                   | Eliška Švikruhová                                  | Miroslava Špácová                                  |

| 5. Puchar Europy w Langdorf, 12.01.2008 – 13.01.2008 | 5. Puchar Europy w Langdorf, 12.01.2008 – 13.01.2008 | 5. Puchar Europy w Langdorf, 12.01.2008 – 13.01.2008 | 5. Puchar Europy w Langdorf, 12.01.2008 – 13.01.2008 | 5. Puchar Europy w Langdorf, 12.01.2008 – 13.01.2008 |
| Data                                                 | Konkurencja                                          | miejsce                                              | miejsce                                              | miejsce                                              |
| ---------------------------------------------------- | ---------------------------------------------------- | ---------------------------------------------------- | ---------------------------------------------------- | ---------------------------------------------------- |
| 12 stycznia 2008                                     | Bieg indywidualny (15 km)                            | Juliane Döll                                         | Jana Romanowa                                        | Jenny Adler                                          |
| 13 stycznia 2008                                     | Sprint (7,5 km)                                      | Jenny Adler                                          | Uljana Dienisowa                                     | Kari Henneseid Eie                                   |

| 6. Puchar Europy w Osrblie, 18.01.2008 – 20.01.2008 | 6. Puchar Europy w Osrblie, 18.01.2008 – 20.01.2008 | 6. Puchar Europy w Osrblie, 18.01.2008 – 20.01.2008            | 6. Puchar Europy w Osrblie, 18.01.2008 – 20.01.2008                         | 6. Puchar Europy w Osrblie, 18.01.2008 – 20.01.2008                                |
| Data                                                | Konkurencja                                         | miejsce                                                        | miejsce                                                                     | miejsce                                                                            |
| --------------------------------------------------- | --------------------------------------------------- | -------------------------------------------------------------- | --------------------------------------------------------------------------- | ---------------------------------------------------------------------------------- |
| 18 stycznia 2008                                    | Sprint (7,5 km)                                     | Juliane Döll                                                   | Romy Beer                                                                   | Anne Preußler                                                                      |
| 19 stycznia 2008                                    | Bieg pościgowy (10 km)                              | Juliane Döll                                                   | Anne Preußler                                                               | Romy Beer                                                                          |
| 20 stycznia 2008                                    | Sztafeta (4 × 6 km)                                 | Niemcy jenny Adler · Ute Niziak · Juliane Döll · Anne Preußler | Niemcy/ Norwegia Tina Bachmann · Romy Beer · Carolin Hennecke · Anne Mørkve | Norwegia Liv-Kjersti Eikeland · Kari Henneseid Eie · Kjersti Isaksen · Jori Mørkve |

| 7. Puchar Europy w Cesana Torinese, 8.03.2008 – 9.03.2008 | 7. Puchar Europy w Cesana Torinese, 8.03.2008 – 9.03.2008 | 7. Puchar Europy w Cesana Torinese, 8.03.2008 – 9.03.2008 | 7. Puchar Europy w Cesana Torinese, 8.03.2008 – 9.03.2008 | 7. Puchar Europy w Cesana Torinese, 8.03.2008 – 9.03.2008 |
| Data                                                      | Konkurencja                                               | miejsce                                                   | miejsce                                                   | miejsce                                                   |
| --------------------------------------------------------- | --------------------------------------------------------- | --------------------------------------------------------- | --------------------------------------------------------- | --------------------------------------------------------- |
| 8 marca 2008                                              | Sprint (7,5 km)                                           | Marine Rougeot                                            | Tina Bachmann                                             | Marine Bolliet                                            |
| 9 marca 2008                                              | Bieg pościgowy (10 km)                                    | Anaïs Bescond                                             | Marine Bolliet                                            | Pawlina Filipowa                                          |

| 8. Puchar Europy w Valromey, 12.03.2008 – 13.03.2008 | 8. Puchar Europy w Valromey, 12.03.2008 – 13.03.2008 | 8. Puchar Europy w Valromey, 12.03.2008 – 13.03.2008 | 8. Puchar Europy w Valromey, 12.03.2008 – 13.03.2008 | 8. Puchar Europy w Valromey, 12.03.2008 – 13.03.2008 |
| Data                                                 | Konkurencja                                          | miejsce                                              | miejsce                                              | miejsce                                              |
| ---------------------------------------------------- | ---------------------------------------------------- | ---------------------------------------------------- | ---------------------------------------------------- | ---------------------------------------------------- |
| 12 marca 2008                                        | Sprint (7,5 km)                                      | Tina Bachmann                                        | Jekaterina Krilatkowa                                | Carolin Hennecke                                     |
| 13 marca 2008                                        | Bieg pościgowy (10 km)                               | Tina Bachmann                                        | Marie Dorin                                          | Pawlina Filipowa                                     |

### Klasyfikacje
| Miejsce | Imię             | Punkty |
| ------- | ---------------- | ------ |
| 1       | Juliane Döll     | 617    |
| 2       | Tina Bachmann    | 586    |
| 3.      | Anne Preußler    | 585    |
| 4.      | Jenny Adler      | 528    |
| 5       | Marine Rougeot   | 473    |
| 6       | Ute Niziak       | 468    |
| 7       | Anaïs Bescond    | 467    |
| 8       | Romy Beer        | 445    |
| 9       | Kjersti Isaksen  | 407    |
| 10      | Carolin Hennecke | 400    |

| Miejsce | Imię                  | Punkty |
| ------- | --------------------- | ------ |
| 11      | Jori Mørkve           | 319    |
| 12      | Nastazja Hruszetskaja | 316    |
| 13      | Miroslava Špácová     | 312    |
| 14      | Inna Suprun           | 306    |
| 15      | Katarzyna Ponikwia    | 288    |
| 16      | Pawlina Filipowa      | 272    |
| 17      | Liv-Kjersti Eikeland  | 268    |
| 18      | Kari Henneseid Eie    | 257    |
| 19      | Nina Karasewicz       | 252    |
| 20      | Laure Soulié          | 239    |

| Miejsce | Imię            | Punkty |
| ------- | --------------- | ------ |
| 1       | Anne Preußler   | 115    |
| 2       | Jana Romanowa   | 108    |
| 3.      | Inna Suprun     | 105    |
| 4.      | Jenny Adler     | 102    |
| 5       | Ute Niziak      | 101    |
| 6       | Kjersti Isaksen | 99     |
| 7       | Juliane Döll    | 98     |
| 8       | Nina Karasewicz | 98     |
| 9       | Jori Mørkve     | 94     |
| 10      | Tina Bachmann   | 91     |

| Miejsce | Imię             | Punkty |
| ------- | ---------------- | ------ |
| 1       | Juliane Döll     | 345    |
| 2       | Tina Bachmann    | 335    |
| 3.      | Anne Preußler    | 323    |
| 4.      | Jenny Adler      | 313    |
| 5       | Marine Rougeot   | 290    |
| 6       | Romy Beer        | 282    |
| 7       | Ute Niziak       | 255    |
| 8       | Anaïs Bescond    | 254    |
| 9       | Carolin Hennecke | 239    |
| 10      | Kjersti Isaksen  | 215    |

| Miejsce | Imię             | Punkty |
| ------- | ---------------- | ------ |
| 1       | Tina Bachmann    | 149    |
| 2       | Juliane Döll     | 134    |
| 3.      | Anaïs Bescond    | 124    |
| 4.      | Pawlina Filipowa | 120    |
| 5       | Jenny Adler      | 113    |
| 6       | Anne Preußler    | 107    |
| 7       | Romy Beer        | 99     |
| 8       | Marine Rougeot   | 96     |
| 9       | Carolin Hennecke | 82     |
| 10      | Ute Niziak       | 78     |

### Wyniki Polaków
| Zawodnik      | Geilo 24.11 | Geilo 25.11 | Torsby 30.11 | Torsby 1.12 | Obertilliach 6.12 | Obertilliach 7.12 | Bansko 13.12 | Bansko 14.12 | Langdorf 12.01 | Langdorf 13.01 | Osrblie 18.01 | Osrblie 19.01 | Cesana Torinese 8.03 | Cesana Torinese 9.03 | Valromey 12.03 | Valromey 13.03 |
| K. Gąsienica  | –           | –           | –            | –           | DNF               | 56                | –            | –            | –              | –              | –             | –             | –                    | –                    | –              | –              |
| E. Gustyn     | –           | –           | –            | –           | 52                | 57                | –            | –            | –              | –              | –             | –             | –                    | –                    | –              | –              |
| M. Koza       | –           | –           | –            | –           | 53                | 38                | –            | –            | 45             | DNF            | 42            | 35            | –                    | –                    | –              | –              |
| D. Kuflowska  | –           | –           | –            | –           | –                 | –                 | –            | –            | –              | –              | 35            | DNF           | –                    | –                    | –              | –              |
| W. Nowakowska | –           | –           | –            | –           | –                 | –                 | –            | –            | 35             | 30             | 24            | 17            | –                    | –                    | –              | –              |
| M. Nykiel     | –           | –           | –            | –           | 13                | 40                | –            | –            | –              | –              | –             | –             | 29                   | 21                   | 24             | 18             |
| K. Ponikwia   | 17          | 13          | 22           | 19          | 20                | 28                | –            | –            | 34             | 29             | 27            | DNS           | 16                   | 13                   | 27             | 21             |